# 2534 Узо
2534 Узо́ (2534 Houzeau) — астероїд головного поясу, відкритий 2 листопада 1931 року.
Тіссеранів параметр щодо Юпітера — 3,186.
Названо на честь астронома Узо (фр. Houzeau)